# Poseidon (album)
Pour les articles homonymes, voir Poséidon (homonymie).
Albums de Dagoba
Face the Colossus Post Mortem Nihil Est
Singles
1. Black Smokers
Sortie : 30 août 2010

Poseidon est le quatrième album du groupe de metal français Dagoba, il est sorti le 30 août 2010.
Il s'agit du dernier album avec Izakar à la guitare, et du dernier album sous le label XIII Bis.

## Liste des titres
1. 43° 17'N/5° 22'E - 1:00
2. Dead Lion Reef - 5:43
3. Columnae Herculis - 4:22
4. The Devil's Triangle - 3:51
5. Degree Zero - 3:46
6. The Horn Cape - 2:48
7. Black Smokers (752° Fahrenheit) - 3:13
8. Ha Long - 0:54
9. Shen Lung - 3:45
10. I Sea Red - 4:17
11. There's Blood Offshore - 5:00
12. Waves Of Doom - 4:43

## Crédits
- Shawter — chant
- Izakar — guitare
- Werther — basse
- Franky Costanza — batterie